# Eugoa tineoides
Eugoa tineoides är en fjärilsart som beskrevs av Walker 1862. Eugoa tineoides ingår i släktet Eugoa och familjen björnspinnare. Inga underarter finns listade i Catalogue of Life.